# Георг Карл фон Дебельн
Георг Карл фон Дебельн (швед. Georg Carl von Döbeln) (29 квітня 1759 — 16 лютого 1820) — барон, шведський воєначальник.

## Життєпис
Народився у маєтку Стура Торпа, розташованому у Сеєрстадтській парафії Вестерйотланду. Після ранньої смерті батька родичі, які бажали, щоб хлопчик став священиком, віддали його на навчання до Тунської школи, однак Дебельн вирішив обрати військову справу і 1773 вступив кадетом до Морського кадетського корпусу в Карлскруні. 1775 закінчив навчання та склав офіцерський іспит, проте його родичі наполягли на тому, щоб він почав вивчати юриспруденцію. За два роки він покинув те заняття і 1778 вступив фенріхом до вербованого полку Спренгпортена.
1780 року Дебельн виявив бажання вирушити на війну північноамериканських колоній проти Англії. Отримавши дозвіл, переїхав до Парижа, де 1781 вступив на службу до полку графа Де Ла Марка. Полк, однак, замість Америки відрядили до Індії, де Дебельн у численних сутичках з європейськими суперниками (передусім з англійцями) та військами туземних князівств набув свого першого бойового досвіду. У битві при Куддалорі його було поранено й у вересні 1783 він отримав звання капітана. У 1784–1788 роках був ад'ютантом графа Де Ла Марка.
Повернувшись до Франції, Дебельн чотири роки служив у Страсбурзькому гарнізоні.
1788 повернувся на шведську службу, щоб узяти участь у війні з Росією.
З березня 1789 у званні капітана служив у Саволакському піхотному полку, а 12 червня того ж року, важко поранений кулею в голову у битві при Поросальмі, був взятий у полон. З того часу носив на голові чорну пов'язку. Після повернення з полону служив у Вестерйотландському та Скараборзькому полках, а 1805 був призначений командиром Нюландської піхотної бригади.
1808 року під час нової війни з Росією командував спочатку ар'єргардом 3-ї бригади, відзначившись у битвах при Іппярі проти Кульнєва та при Лаппо. 10 серпня виграв бій при Кайаїокі. Потім Дебельн завдав поразки російському загону при Йуутасі.
З 5 жовтня 1808 року Дебельн зайняв посаду командувача шведських військ на Аландських островах, де чинив запеклий опір своєму старому противнику Кульнєву. Згодом отримав пост командувача частин Північної армії. Розуміючи неможливість продовження війни з Росією, став до перемовин з графом Шуваловим й уклав з ним перемир'я на вигідних умовах. 1809 отримав баронський титул.
З початком норвезько-шведської війни був призначений командувачем військ, що прикривали кордон від нападу норвезької армії.
Під час Війни шостої коаліції командував шведськими військами у Мекленбурзі; надавши допомогу генералу Валльмодену поблизу з Гамбургом проти французів, тим самим порушив наказ головнокомандувача, за що був відданий під трибунал та засуджений до розстрілу. За клопотанням кронпринца Карла Юхана покарання було замінено на один рік ув'язнення у фортеці, а потім і зовсім скасовано. 1816 Дебельн очолив Верховний трибунал.
Помер у Стокгольмі 16 лютого 1820 року.

## Родина
Був одружений з Кристіною Кароліною Улльстрем, від якої мав сина, якого вони назвали Наполеоном (1802–1847).